# Douglas Shearer
Douglas G. Shearer (Westmount, Canadá, 17 de novembro de 1899 - Culver City, Califórnia, Estados Unidos, 5 de janeiro de 1971)  foi um sonoplasta e diretor de som canadense que desempenhou um papel fundamental no avanço da tecnologia de som para o cinema.

## Biografia
Shearer nasceu em Montreal, Quebec, em uma proeminente família de classe alta, mas sua família passou por tempos difíceis após o negócio do seu pai falir, o que levou à separação de seus pais. Douglas ficou com o pai, em Montreal, enquanto suas duas irmãs mais novas, as atrizes Norma Shearer e Athole Shearer, mudaram-se para Nova Iorque com sua mãe. 
Incapaz de pagar a universidade, Douglas Shearer abandonou os estudos, teve várias ocupações até que ele visitou suas irmãs, que haviam se mudado para Hollywood, Califórnia, no início de 1920. Ele decidiu permanecer lá, e conseguiu um emprego no MGM Studios, na época, sua irmã, Norma, estava sob contrato com a MGM, e Douglas passou a ter interesse na criação do som no cinema. Esse interesse o levou a uma associação de quarenta anos com a indústria cinematográfica, na qual ele foi um importante inovador no desenvolvimento e aperfeiçoamento da tecnologia de som no cinema. Uma de suas muitas contribuições inclui o desenvolvimento de um sofisticado sistema de gravação que eliminou o indesejado ruído de fundo durante a gravação de som. Durante sua longa carreira, Douglas Shearer foi nomeado 21 vezes para um Óscar, vencendo sete vezes por Efeitos especiais e Som. Ele é creditado como diretor de som da MGM em muitos filmes entre 1930 e 1953. Em 1955, foi nomeado diretor de pesquisa técnica da MGM e aposentou-se em 1968, ele havia vencido sete Academy Scientific and Technical Award.
Douglas Shearer morreu em Culver City, Califórnia. 
Em 2008 foi homenageado com uma estrela na Calçada da Fama do Canadá. 